# Turmàssovo
Turmàssovo (en rus: Турмасово) és un poble de l'óblast de Tambov, a Rússia, segons el cens del 2010 tenia 867 habitants.